# Martin Clunes
Alexander Martin Clunes, OBE (ur. 28 listopada 1961 w Londynie) – brytyjski aktor, reżyser filmowy, komik.
Jego ojcem był aktor Alec Clunes, a matką – Daphne Acott. Karierę aktorską rozpoczął w 1980 roku, grając gościnnie w serialu telewizyjnym pt. Doktor Who (Doctor Who) jako Lon. Jest działaczem organizacji, która pomaga chorym na AIDS oraz mieszkańcom Afryki.

W 2015 został odznaczony Orderem Imperium Brytyjskiego IV klasy (OBE).

## Filmografia

### Filmy
aktor
- 1987
  - Suspicion jako fotograf[1]
- 1990
  - Zapomnieć na wieki (Never Come Back) jako Luke
  - Wydział Rosja (The Russia House) jako Brock
- 1992
  - Kolumbie do dzieła (Carry On Columbus) jako Martin
  - The Ballad of Kid Divine: The Cockney Cowboy jako Hog
- 1993
  - Dancing Queen jako Donald
  - Dzieci swinga (Swing Kids) jako Bannführer
- 1994
  - Wieczór z Gary Linekerem (An Evening with Gary Lineker) jako Dan Hudson
- 1996
  - Over Here jako Group Captain Barker
  - Król głupców (Lord of Misrule) jako minister obrony
  - Never Mind the Horrocks (różne role)
- 1997
  - It's Good to Talk
  - Szpital (Hospital!) jako pacjent
- 1998
  - Wyspa Neville’a (Neville’s Island) jako Roy
  - Słodycz zemsty (The Revengers’ Comedies) jako Anthony Staxton-Billing
  - The Acid House jako Rory
  - Zakochany Szekspir (Shakespeare in Love) jako Richard Burbage
  - Touch and Go jako Nick Wood
- 1999
  - The Nearly Complete and Utter History of Everything jako król Henryk V
  - Hunting Venus jako Simon Delancey
  - Sex 'n' Death jako Ben Black
- 2000
  - Aladdin jako Abanezer
  - Lorna Doone jako Jeremy Stickles
  - Dirty Tricks jako Edward
  - Joint Venture (Saving Grace) jako dr Bamford
- 2002
  - Goodbye, Mr. Chips jako pan Chipping
  - A Is for Acid jako John George Haigh
  - Globalna herezja (Global Heresy) jako James Chancellor
  - The Very Best of Have I Got News for You (zdjęcia archiwalne)
- 2003
  - Doktor Martin (Doc Martin – pilot) jako doktor Martin Bamford
  - The Booze Cruise jako Clive
  - Doktor Martin i bestia z Bodmin (Doc Martin and the Legend of the Cloutie) jako dr Martin Bamford
  - Z planu filmowego: wpadki i pomyłki aktorów (It Shouldn’t Happen to a TV Actor)
- 2004
  - Mój przyjaciel Fungus (Fungus the Bogeyman) jako George
  - Beauty jako Tom Fitzhenry
- 2005
  - Comic Relief: Red Nose Night Live 05 jako on sam
- 2006
  - Losing It jako Phil MacNaughton
  - The Children’s Party at the Palace jako pan Plod (Noddy)
- 2007
  - The Man Who Lost His Head jako Ian Bennett
- 2010
  - Labrats jako Pearly (głos)
- 2014
  - Ale szopka 3: Koleś, gdzie jest mój osiołek?! jako Jeremy Shepherd

reżyser
- 1994
  - Bananowy Głupek (Staggered)
- 1999
  - Hunting Venus

### Seriale
aktor
- 1983
  - Doktor Who (Doctor Who) jako Lon (1983, gościnnie)
  - No Place Like Home jako Nigel Crabtree (1983–1986)
- 1989
  - Hannay jako lord Amersham (1989)
  - Boon jako Viscount James Blackwater (1989)
  - The Paradise Club jako Willy Bruce – Special Branch (1989)
- 1990
  - Harry Enfield's Television Programme jako Krytyk artystyczny/Wyborca/Sidney Harbour-Bridge (1990–1992)
- 1991
  - About Face jako doktor Powell (1991, gościnnie)
  - Jeeves and Wooster jako Cyril ‘Barmy’ Fotheringay Phipps (1991, gościnnie)
  - Gone to the Dogs jako Pilbeam (1991)
- 1992
  - Sprawy inspektora Morse’a (Inspector Morse) jako James Balcombe (1992)
  - Niegrzeczni faceci (Men Behaving Badly) jako Gary Strang (1992–1999)
- 1993
  - Demob jako Dick Dobson (1993)
  - Lovejoy jako sir Anthony Drury (1993)
  - Bonjour la Classe jako dr Chambourcy (1993)
  - The Smell of Reeves and Mortimer jako Phil Spector/Victorian Doctor (1993)
  - If You See God, Tell Him jako pośrednik w obrocie nieruchomościami (1993)
- 1994
  - Harry Enfield and Chums jako Charlie/Terminator (1994)
- 1995
  - Chiller jako Ray Knight (1995)
  - Moving Story jako Earl Pangbourne (1995)
- 1998
  - Kacper (Kipper) jako Kipper (1998, głos)
- 2000
  - Gormenghast jako profesor Flower (2000)
- 2003
  - William and Mary jako William Shawcross (2003–2005)
- 2004
  - Doktor Martin (Doc Martin) jako dr Martin Ellingham (2004–2009)
- 2009
  - 27 minut spóźnienia (Reggie Perrin) jako Reggie (2009)
- 2019
  - Manhunt jako inspektor Colin Sutton

## Nagrody[2]

### BAFTA
- 1996
  - wygrana za najlepszą komedię pt. Niegrzeczni faceci
- 1997
  - nominacja za najlepszą komedię pt. Niegrzeczni faceci

### Nagroda Gildii Aktorów Filmowych
- 1999
  - wygrana za najlepszego aktora w filmie pt. Zakochany Szekspir